# عدد مخمسي مثلثي
في الرياضيات, العددالمخمسي المثلثي هو عدد شكلي مخمسي غير ممركز و مثلثي غير ممركز في نفس الوقت. يصبح العدد عددا مخمسيا مثلثيا إذا حقق المساوة التالية : (PN=TM= m(1+m)/2 = n(3n-1)/3. حيث m و n عددان صحيحان طبيعيان.

الأعداد المخمسية المثلثية الأولى هي 0, 1, 210, 40755, 7906276, 1533776805, 297544793910, 57722156241751, 11197800766105800, 2172315626468283465, 421418033734080886426, 81752926228785223683195, 1585964627035059931365342...
تعطي الأعداد المخمسية المثلثية الصيغة {\displaystyle a(n)=((((1+{\sqrt {3}})^{(4n-1)}-{\frac {(1-{\sqrt {3}})^{4n-1}}{2^{2n+1}\cdot {\sqrt {3}}}}))^{2})/2-{\frac {8}{1}}}
يمكن فحص n إذا كان عدد مخمسيا مثلثيا أم لا.إذا كان x و y في الحالتين عددا صحيحا :
{\displaystyle x={\sqrt {n}}} و {\displaystyle y={\frac {({\sqrt {8n+1}}-1)}{2}}}